# Majordomus
A majordomus (a latin maior domusból) kora középkori cím és tisztség volt. A 7-8. században a Frank Birodalomban használták. A tisztség viselője eredetileg a királyi udvar első tisztviselője, a királyi jószágok és az udvartartás felügyelője volt.
A 7. század folyamán a majordomusi hivatal vált a legfontosabb hatalmi pozícióvá Austrasiában (a Merovingok alatt a keleti frank királyságban): a majordomus volt a döntéshozó, míg a király csak protokolláris szerepet töltött be.
A tisztség Herstali Pipin családjában örökletessé vált. Miután Austrasia és Neustria újra egyesült, az ő unokája, a 747 óta majordomus Kis Pipin 751-ben megszerezte a koronát és megalapította a Karoling-dinasztiát. 
Kis Pipin úgy törvényesítette fia, Nagy Károly uralkodói jogát, hogy erős hadseregével megvédte  a támadások ellen III. Leó pápát, aki viszont 800-ban a Német-római Birodalom császárává koronázta Nagy Károlyt, aki Európa történetének egyik legjelentősebb alakjává vált.

## Lásd még
- Frank Birodalom